# Myoporum tetrandrum
Myoporum tetrandrum är en flenörtsväxtart som först beskrevs av Jacques-Julien Houtou de La Billardière, och fick sitt nu gällande namn av Karel Domin. Myoporum tetrandrum ingår i släktet Myoporum och familjen flenörtsväxter. Inga underarter finns listade i Catalogue of Life.